# صيد العقارب (مسلسل)
صيد العقارب هو مسلسل مصري درامي عرض في شهر رمضان 1445 هـ (11 مارس 2024م)، تدور الأحداث حول "عايدة"، التي لا تعيش حياة هنيئة، فبعد مقتل أخيها، تتحول حياتها إلى جحيم، وصراعات مستمرة بين عائلتها وعائلة (الغول)، وتتوالى الأحداث.

## قصة المسلسل
تدور أحداث مسلسل "صيد العقارب" في إطار اجتماعي يحمل أحداث تنوعت بين التشويق والغموض، وتجسد غادة عبد الرازق، دور امرأة ناجحة في مجال الأعمال التجارية، حيث تتعرض لأزمة مالية كبيرة، تدفعها إلى الدخول في صراع مع مجموعة من رجال الأعمال.
تتوالى الأحداث في إطار درامي عائلي، إذ تظهر خلال الأحداث في دور ابنة الفنان القدير أحمد ماهر، وتدور الأحداث حول صراعات بين الأقارب والعائلات، كما تعيش في صراعات كبيرة مع الفنان رياض الخولي، بالإضافة لعدد من النجوم الكبار وتشاركهم الفنانة سيمون بعد غياب عن الدراما.

## طاقم التمثيل
- غادة عبد الرازق
- محمد علاء
- رياض الخولي
- سيمون
- أحمد ماهر
- أحمد سعيد عبد الغني
- ميار الغيطي
- أحمد ماجد
- مجدي بدر
- سامي مغاوري
- منال سلامة
- عفاف رشاد
- محمد نجاتي
- محمد علي رزق
- محمود عبد المغني
- عماد صفوت
- ميرنا الجوهري
- ريم المصري
- عزوز عادل
- أحمد الشامي
- مي القاضي

## فريق العمل
- إنتاج: فينومينا
- تأليف: باهر دويدار
- إخراج: أحمد حسن
- موسيقى: نوال الكويتية

## روابط خارجية
- صيد العقارب على موقع قاعدة بيانات الأفلام العربية